# Liste der Einträge im National Register of Historic Places im Mille Lacs County

Lage des Mille Lacs County in Minnesota

Die Liste der Einträge im National Register of Historic Places im Mille Lacs County in Minnesota führt alle Bauwerke und historischen Stätten im Mille Lacs County auf, die in das National Register of Historic Places aufgenommen wurden.

## Legende
| NRHP | Historic Place             |
| NHL  | National Historic Landmark |

## Aktuelle Einträge
| [ 2 ] | Name                            | Bild                            | Eintragsdatum        | Lage                                                                                              | Ort             | Beschreibung                                                                                           |
| ----- | ------------------------------- | ------------------------------- | -------------------- | ------------------------------------------------------------------------------------------------- | --------------- | --- |
| 1     | Bridge No. 3355-Kathio Township | Bridge No. 3355-Kathio Township | 1998 ID-Nr. 98000685 | Brücke des US 169 über den Whitefish Creek 46° 12′ 55,1″ N, 93° 47′ 34,3″ W                       | Kathio Township | 1921 errichtete Brücke mit 1939 vom Civilian Conservation Corps geschaffenen Steinornamenten           |
| 2     | Cooper Site                     | Cooper Site                     | 1970 ID-Nr. 70000299 | Knick des Ogechie Lake im Mille Lacs Kathio State Park 46° 8′ 43″ N, 93° 46′ 30,8″ W              | Onamia          | Präkolumbische Siedlung und Begräbnisstätte der Mdewakanton                                            |
| 3     | Robert C. Dunn House            | Robert C. Dunn House            | 1985 ID-Nr. 85001922 | 708 South 4th Street 45° 33′ 57,8″ N, 93° 35′ 3,8″ W                                              | Princeton       | 1902 im Colonial Revival genannten Baustil errichtetes Wohnhaus eines Zeitungsverlegers                |
| 4     | Ephraim C. Gile House           | Ephraim C. Gile House           | 1985 ID-Nr. 85001907 | 311 8th Avenue, South 45° 33′ 57,4″ N, 93° 35′ 6,2″ W                                             | Princeton       | 1872 im Stil der Neugotik errichtetes Wohnhaus                                                         |
| 5     | Great Northern Depot            | Great Northern Depot            | 1977 ID-Nr. 77000757 | 101 South 10th Street 45° 34′ 9,2″ N, 93° 35′ 16,8″ W                                             | Princeton       | 1902 errichtetes Bahnhofsgebäude der damaligen Great Northern Railway                                  |
| 6     | Kathio Site                     | Kathio Site                     | 1966 ID-Nr. 66000403 | Mille Lacs Kathio State Park 46° 7′ 45″ N, 93° 45′ 14,6″ W                                        | Vineland        | 19 identifizierte archäologische Fundstätten aus der Zeit zwischen 3000 v. Chr. bis 1750 n. Chr.       |
| 7     | Milaca Municipal Hall           | Milaca Municipal Hall           | 1985 ID-Nr. 85002201 | 145 Central Avenue, South 45° 45′ 15,2″ N, 93° 39′ 3,2″ W                                         | Milaca          | 1936 von der Works Progress Administration aus Feldsteinen errichtetes Rathaus; heute Museum           |
| 8     | Mille Lacs County Courthouse    | Mille Lacs County Courthouse    | 1977 ID-Nr. 77000756 | 635 2nd Street, Southeast 45° 45′ 15,5″ N, 93° 38′ 35,1″ W                                        | Milaca          | 1923 errichtetes Justiz- und Verwaltungsgebäude                                                        |
| 9     | Onamia Municipal Hall           | Onamia Municipal Hall           | 1985 ID-Nr. 85002333 | Main and Birch Sts. 46° 4′ 13,5″ N, 93° 40′ 7,9″ W                                                | Onamia          | 1936 von der Works Progress Administration im Arts and Crafts-Stil aus Feldsteinen errichtetes Rathaus |
| 10    | Petaga Point                    | Petaga Point                    | 1970 ID-Nr. 70000300 | Südende des Ogechie Lake am Abfluss durch den Rum River 46° 7′ 50″ N, 93° 46′ 50″ W               | Kathio Township | Früherer Siedlungsplatz aus der Zeit zwischen 3000 v. Chr. und 1000 v. Chr.                            |
| 11    | Saw Mill Site                   | Saw Mill Site                   | 1970 ID-Nr. 70000301 | Mille Lacs Kathio State Park, genaue Lage aber nicht veröffentlicht 46° 8′ 57″ N, 93° 46′ 44″ W   | Onamia          | Früherer Siedlungsplatz aus der Zeit zwischen 400 und 1600                                             |
| 12    | Vineland Bay Site               | Vineland Bay Site               | 1970 ID-Nr. 70000302 | Seeufer der Vineland Bay nördlich des Abflusses durch den Rum River 46° 9′ 45,2″ N, 93° 45′ 22″ W | Vineland        | Früherer Siedlungsplatz aus der Zeit zwischen 800 und 1100                                             |

## Frühere Einträge
| [ 2 ] | Name       | Bild | Eintragsdatum        | Lage                                                                           | Ort    | Beschreibung |
| ----- | ---------- | ---- | -------------------- | ------------------------------------------------------------------------------ | ------ | --- |
| 1     | Ellen Ruth |      | 1985 ID-Nr. 85001923 | Main Street und First Avenue im Ellen Ruth Park 46° 7′ 5,3″ N, 93° 31′ 14,6″ W | Wahkon | Ehemaliges Fischerboot, das 1933 als schwimmendes Hotel eröffnet wurde.; 1989 verlegt und ein Jahr später aus dem Register gestrichen |